# Colonia Lomas del Pedregal
Colonia Lomas del Pedregal är en ort i Mexiko.   Den ligger i kommunen Tulancingo de Bravo och delstaten Hidalgo, i den sydöstra delen av landet, 110 km nordost om huvudstaden Mexico City. Colonia Lomas del Pedregal ligger 2 350 meter över havet och antalet invånare är 186.
Terrängen runt Colonia Lomas del Pedregal är kuperad åt sydost, men åt nordväst är den platt. Runt Colonia Lomas del Pedregal är det ganska tätbefolkat, med 108 invånare per kvadratkilometer. Närmaste större samhälle är Tulancingo, 2,8 km väster om Colonia Lomas del Pedregal. I omgivningarna runt Colonia Lomas del Pedregal växer huvudsakligen savannskog.